# Стара Йолча
Стара Йолча — (біл. вёска Старая Ёлча), село (веска) в складі Брагінського району розташоване в Гомельській області Білорусі. Село підпорядковане Новойолчанській сільській раді і в ньому мешкає 185 осіб (станом на 2004 рік). 
Село Стара Йолча розташоване на південному сході Білорусі, в південній частині Гомельської області - орієнтовне розташування, за 39 кілометрів на південний схід від районного центру Брагіна та за 2 км від залізничної станції Йолча.